# Melissodes pilleata
Melissodes pilleata är en biart som beskrevs av Laberge 1961. Melissodes pilleata ingår i släktet Melissodes och familjen långtungebin. Inga underarter finns listade i Catalogue of Life.